# Kurt Hoffmann
Kurt Hoffmann (Friburgo in Brisgovia, 12 novembre 1910 – Monaco di Baviera, 25 giugno 2001) è stato un regista tedesco.

## Filmografia parziale
- Paradies der Junggesellen (1939)
- Papà cerca moglie (Hurra, ich bin Papa!) (1939)
- Quax, der Bruchpilot (1941)
- Ti affido mia moglie (Ich vertraue Dir meine Frau an) (1943)
- Fanfaren der Liebe (1951)
- Hokuspokus (1953)
- Das fliegende Klassenzimmer (1954)
- Annie (Feuerwerk) (1954)
- Anna al collo (Drei Männer im Schnee) (1955)
- Ich denke oft an Piroschka (1955)
- Heute heiratet mein Mann (1956)
- Salzburger Geschichten (1957)
- Le confessioni del filibustiere Felix Krull (Bekenntnisse des Hochstaplers Felix Krull) (1957)
- Das Wirtshaus im Spessart (1958)
- Finalmente l'alba (Wir Wunderkinder) (1958)
- La ballata dei fantasmi (Das Spukschloß im Spessart) (1960)
- Lo strano mondo del signor Mississippi (Die Ehe des Herrn Mississippi) (1961)
- Schneewittchen und die sieben Gaukler (1962)
- Il castello Griposholm (Schloß Gripsholm) (1963)
- Dr. med. Hiob Prätorius (1965)
- Hokuspokus oder: Wie lasse ich meinen Mann verschwinden...? (1966)
- Herrliche Zeiten im Spessart (1967)
- Rheinsberg (1967)
- Alle sette del mattino il mondo è ancora in ordine (Morgens um Sieben ist die Welt noch in Ordnung) (1968)
- Der Kapitän (1971)